# Geta (Kailali)
Geta (nep. गेटा) – gaun wikas samiti w zachodniej części Nepalu w strefie Seti w dystrykcie Kailali. Według nepalskiego spisu powszechnego z 2001 roku liczył on 1903 gospodarstw domowych i 12224 mieszkańców (5960 kobiet i 6264 mężczyzn).